# Investigações lógicas
Investigações Lógicas é uma obra do filósofo alemão Edmund Husserl publicada entre os anos de 1900 e 1901. Considerada a obra fundadora da fenomenologia, a obra é uma das mais influentes da filosofia do século XX e XXI e constitui uma atualização feita pelo autor durante dois períodos de aulas dadas em Halle (Saale) durante o verão e outono de 1896. Em Ideen I, publicado em 1913, Husserl retoma alguns conceitos importantes para desenvolvê-los. O título Logische Untersuchungen sugere a busca de um conhecimento dos fundamentos (Begründung).

## Descrição do volume I
O trabalho é composto por 11 capítulos.
- Capítulo I: trata da lógica como uma disciplina normativa e especialmente como uma disciplina prática
- Capítulo II: o autor localiza a lógica entre as disciplinas teóricas que fundaram as disciplinas normativas
- Capítulo III: critica o psicologismo filosófico, seus argumentos e sua posição em relação às objeções usuais do pensamento oposto
- Capítulo IV: trata das consequências empiristas do psicologismo que são discutidas, em particular a ideia de uma racionalidade natural
- Capítulo V: interpretação psicológica dos princípios lógicos, tomando como referência a teoria de John Stuart Mill
- Capítulo VI: trata de silogismos
- Capítulo VII: trata o psicologismo como relativismo cético, em particular em parágrafos que visam o ceticismo individual, relativismo e antropologismo (esses parágrafos são frequentemente dados em referência ao que Husserl designa como preconceitos psicológicos )
- Capítulo VIII Preconceitos Psicológicos
- Capítulo IX: o princípio da economia do pensamento
- Capítulo X: tratados críticos
- Capítulo XI: a ideia de lógica pura

## Descrição do volume II
- Pesquisa I : expressão e significado
- Pesquisa II : abstracta e concreta , modalidades intencionais
- Pesquisa III : a teoria de todos e partes
- Pesquisa IV : a ideia de gramática pura
- Pesquisa V : experiências intencionais e seus conteúdos

## Descrição do volume III
- Pesquisa VI: elementos de uma elucidação fenomenológica do conhecimento
- Seção I: Intenções Objetivas e Cumprimentos
- Seção II: intuições sensíveis e intuições categóricas